# Tour de France 1933
| 27. Tour de France 1933 – Endstand |                     |                           |
| Streckenlänge                      | 23 Etappen, 4396 km | 23 Etappen, 4396 km       |
| Toursieger                         | Georges Speicher    | 147:51:37 h (29,731 km/h) |
| Zweiter                            | Learco Guerra       | + 4:01 min                |
| Dritter                            | Giuseppe Martano    | + 5:08 min                |
| Vierter                            | Georges Lemaire     | + 15:45 min               |
| Fünfter                            | Maurice Archambaud  | + 21:22 min               |
| Sechster                           | Vicente Trueba      | + 27:27 min               |
| Siebenter                          | Léon Level          | + 35:19 min               |
| Achter                             | Antonin Magne       | + 36:37 min               |
| Neunter                            | Jean Aerts          | + 42:53 min               |
| Zehnter                            | Kurt Stöpel         | + 45:28 min               |
| Bergwertung                        | Vicente Trueba      | 114 P.                    |
| Zweiter                            | Antonin Magne       | 81 P.                     |
| Dritter                            | Giuseppe Martano    | 78 P.                     |
| Teamwertung                        | Frankreich          | Frankreich                |

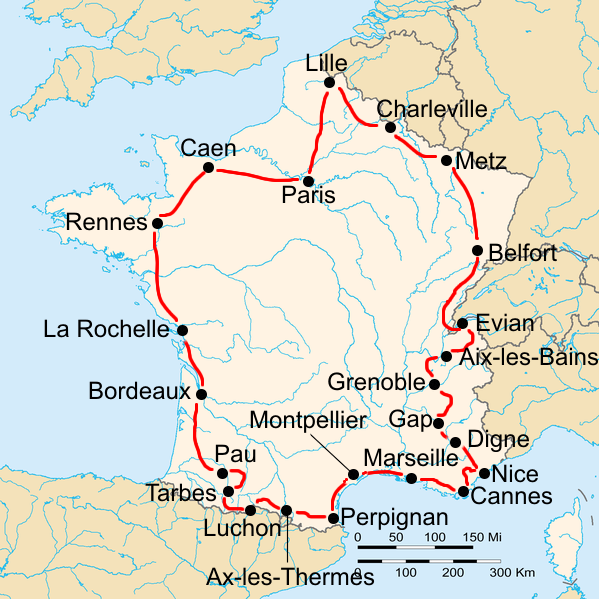
Streckenkarte der Tour de France 1933

Die 27. Tour de France fand vom 27. Juni bis 23. Juli 1933 statt und führte auf 23 Etappen über 4395 Kilometer, zum ersten Mal in der Geschichte der Tour war die längste Etappe unter 300 km. Zum ersten Mal seit der Tour de France 1912 führte der Kurs wieder mit dem Uhrzeigersinn, das heißt, es ging zunächst über die Alpen und dann erst in die Pyrenäen. 80 Rennfahrer nahmen an der Rundfahrt teil, 40 davon wurden klassifiziert.

## Rennverlauf
Maurice Archambaud konnte die erste Etappe gewinnen und das Gelbe Trikot des Spitzenreiters bis in die Alpen verteidigen. Auf der Etappe von Grenoble nach Gap erlitt er jedoch einen Schwächeanfall am Col d’Allos und sein französischer Teamgefährte Georges Speicher gewann die Etappe. Nach zwei weiteren Etappensiegen übernahm Speicher auch die Führung im Gesamtklassement.
Der Belgier Jean Aerts entschied sechs Etappen für sich. Der Zweite der Gesamtwertung, der Italiener Learco Guerra, war auf fünf Teilstücken der Schnellste.
Die Erhöhung der Ruhetage auf vier und eine Verkürzung der Strecke im Vergleich zum Vorjahr trug dazu bei, dass Georges Speicher eine Durchschnittsgeschwindigkeit von 29,818 km/h erreichte, was einen neuen Rekord darstellte. Zudem lagen die Fahrer im Gesamtklassement eng beieinander. Hätte es keine Zeitbonifikationen für die Etappensieger gegeben, wäre Speicher nicht Sieger der Tour geworden: Obwohl die Gutschrift für den Gewinner der Etappen auf zwei Minuten verringert worden waren, hätte der Italiener Giuseppe Martano die Rundfahrt gewonnen.
Bei der Tour de France 1933 wurde zum ersten Mal eine Bergwertung ausgetragen (Grand Prix de la Montagne; GPM), die sich der Spanier Vicente Trueba sicherte. Die Mannschaftswertung konnte Frankreich für sich entscheiden.

## Die Etappen
| Etappen    | Start – Ziel                    | km  | Etappensieger      | Gelbes Trikot      |
| ---------- | ------------------------------- | --- | ------------------ | ------------------ |
| 1. Etappe  | Paris – Lille                   | 262 | Maurice Archambaud | Maurice Archambaud |
| 2. Etappe  | Lille – Charleville-Mézières    | 192 | Learco Guerra      | Maurice Archambaud |
| 3. Etappe  | Charleville-Mézières – Metz     | 166 | Alfons Schepers    | Maurice Archambaud |
| 4. Etappe  | Metz – Belfort                  | 220 | Jean Aerts         | Maurice Archambaud |
| 5. Etappe  | Belfort – Évian-les-Bains       | 293 | Léon Louyet        | Maurice Archambaud |
| 6. Etappe  | Évian-les-Bains – Aix-les-Bains | 207 | Learco Guerra      | Maurice Archambaud |
| 7. Etappe  | Aix-les-Bains – Grenoble        | 229 | Learco Guerra      | Maurice Archambaud |
| 8. Etappe  | Grenoble – Gap                  | 102 | Georges Speicher   | Maurice Archambaud |
| 9. Etappe  | Gap – Digne-les-Bains           | 227 | Georges Speicher   | Georges Lemaire    |
| 10. Etappe | Digne-les-Bains – Nizza         | 156 | Fernand Cornez     | Georges Lemaire    |
| 11. Etappe | Nizza – Cannes                  | 128 | Maurice Archambaud | Maurice Archambaud |
| 12. Etappe | Cannes – Marseille              | 208 | Georges Speicher   | Georges Speicher   |
| 13. Etappe | Marseille – Montpellier         | 168 | André Leducq       | Georges Speicher   |
| 14. Etappe | Montpellier – Perpignan         | 166 | André Leducq       | Georges Speicher   |
| 15. Etappe | Perpignan – Ax-les-Thermes      | 158 | Jean Aerts         | Georges Speicher   |
| 16. Etappe | Ax-les-Thermes – Luchon         | 165 | Léon Louyet        | Georges Speicher   |
| 17. Etappe | Luchon – Tarbes                 | 91  | Jean Aerts         | Georges Speicher   |
| 18. Etappe | Tarbes – Pau                    | 185 | Learco Guerra      | Georges Speicher   |
| 19. Etappe | Pau – Bordeaux                  | 233 | Jean Aerts         | Georges Speicher   |
| 20. Etappe | Bordeaux – La Rochelle          | 183 | Jean Aerts         | Georges Speicher   |
| 21. Etappe | La Rochelle – Rennes            | 266 | Jean Aerts         | Georges Speicher   |
| 22. Etappe | Rennes – Caen                   | 169 | René Le Grevès     | Georges Speicher   |
| 23. Etappe | Caen – Paris                    | 222 | Learco Guerra      | Georges Speicher   |